# Bojary (województwo lubelskie)
Bojary – wieś w Polsce położona w województwie lubelskim, w powiecie parczewskim, w gminie Podedwórze.
W latach 1975–1998 miejscowość administracyjnie należała do województwa bialskopodlaskiego.
Wieś stanowi sołectwo w gminie Podedwórze. Według Narodowego Spisu Powszechnego z roku 2011 wieś liczyła 42 mieszkańców.
Wierni Kościoła rzymskokatolickiego należą do parafii Podwyższenia Krzyża Świętego w Podedwórzu.

## Historia
Bojary wieś w powiecie włodawskim, gminie i parafii Opole. Około 1900 roku wieś posiadała 24 domy i 178 mieszkańców gospodarzących na gruncie 493 morgi. Według spisu z 1827 roku Bojary była to wieś prywatna posiadająca 17 domów i 91 mieszkańców.